# Гусейнов, Мамедали Мурад оглы
Мамедали Мурад оглы Гусейнов (азерб. Məmmədəli Murad oğlu Hüseynov, Мәммәдәли Мурад оғлу Һүсејнов; 3 апреля 1922 — 5 июля 1994) — советский и азербайджанский археолог. Считается основоположником азербайджанской школы по изучению палеолита.

## Биография
Мамедали Гусейнов родился 3 апреля 1922 в селе Молла Джафарли Казахского района Азербайджанской ССР. В 1951 году окончил Азербайджанский государственный университет. В 1960 году Гусейнов проводил раскопки в долинах рек Куручай и Кендаланчай в Нагорно-Карабахской АО Азербайджанской ССР, обнаружив многослойные стоянки эпохи палеолита в Азыхской (где в частности был обнаружен фрагмент нижней челюсти архантропа — азыхантропа) и Тагларской пещерах. Автор 6 книг и более чем 100 научных работ. Доктор исторических наук (1985), профессор (1987), с 1971 по 1994 год руководил отделом «Каменного века» Института археологии и этнографии Академии наук Азербайджанской Республики, а с 1976 по 1993 был заведующим кафедрой археологии и этнографии Бакинского государственного университета.

## Книги
- Археология Азербайджана (каменный век). — АГУ, 1975. — 162 с.
- Древний палеолит Азербайджана: культура Куручай и этапы её развития : 1,500,000-70 тысяч лет назад. — Элм, 1985. — 71 с.
- Палеолит Азербайджана (в соавторстве с А. К. Джафаровым). — Элм, 1986. — 17 с.
- Бацада: историко-этнографический очерк. — 1993. — 115 с.